# Jeka
Odjek, jeka ili eho (grč. ἠϰώ), u fizici, je vraćanje emitiranih valova zbog odbijanja od neke površine, tako da odbijeni val promatraču dolazi sa zakašnjenjem u odnosu na izvorni val. Ako je poznata brzina širenja valova, mjerenjem vremena koje protekne od odašiljanja valova do pojave jeke može se izračunati udaljenost reflektirajuće površine od mjesta odašiljanja. Na načelu odbijanja elektromagnetskih valova temelji se radar. Ljudsko uho čuje jeku zvučnih valova kada je vremenski razmak između odašiljanja i povratka vala veći od 0,1 sekunde, što odgovara duljini puta od približno 34 metra ili udaljenosti reflektirajuće površine od 17 metara. Pri manjoj udaljenosti nastaje miješanje obaju valova (pajeka).

## Pajeka ili pazvuk
Pajeka ili pazvuk je produljenje trajanja zvuka nastalo zbog refleksije unutar zatvorenoga prostora. Takve refleksije zvuka mogu, osobito u velikim dvoranama, onemogućiti slušanje govora ili glazbe, jer se zbog pazvuka produljeni zvukovi slijevaju s onima proizvedenima poslije. Zato se u velikim dvoranama nastoji refleksija zvuka smanjiti reljefnim plohama na zidovima, tapeciranjem namještaja i slično.

### Objašnjenje
Kad se zvučni valovi šire od svog izvora u nekoj prostoriji, oni brzo udare o stijenu prostorije na kojoj se djelomično odbiju (reflektiraju), a djelomično upiju (apsorbiraju), pri čemu se zvučna energija pretvara u toplinsku energiju. Odbijeni valovi pojačavaju zvučne valove koji dolaze izravno od izvora zvuka. Ovo pojačanje jakosti zvuka zbog odbijenih  valova zove se dozvuk i traje toliko dok apsorbirana zvučna energija nije jednaka energiji koju odašilje (emitira) izvor zvuka. Dozvuk u dobrim akustičnim dvoranama traje od 0,05 do 0,1 sekunde, i nakon toga je jakost zvuka stalna ako izvor zvuka odašilje ton jednake jakosti. Ako izvor zvuka prestane odašiljati ton, jakost zvuka, a time ni jakost glasa neće pasti odmah na nulu jer se odaslani zvučni valovi šire i dalje u prostor. Ti se zvučni valovi nekoliko puta odbijaju i pri tom upijaju, dok se konačno zvučna energija potpuno ne upije, a jakost zvuka padne na nulu. To postupno utišavanje zvuka zove se odjek, koji naročito ima veliku važnost u akustici prostorija. Pod odjekom se razumijeva vrijeme u sekundama dok jakost zvuka od svoje početne vrijednosti ne padne na milijunti dio. U dobrim akustičnim dvoranama traje odjek od 1 do 2,5 sekunde. Traje li odjek više od 4 sekunde, dolazi do iskrivljenja zvuka i govora. Ta pojava iskrivljenja zvuka zbog predugog odjekivanja zove se pazvuk ili pajeka. Da se to spriječi, mora se povećati upijanje (apsorpcija) zvuka tako da se stijene dvorane pokriju materijalom koji manje odbija, a više upija zvučnu energiju. Što je veće upijanje zvuka u nekoj prostoriji, to je manji odjek.